# Région de la Grande Baie de Guangdong-Hong Kong-Macao

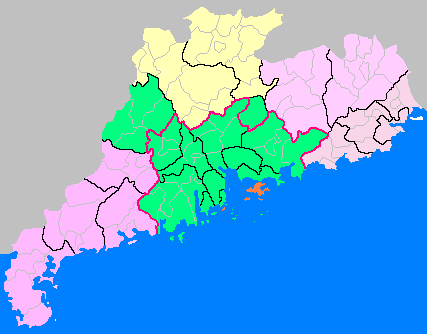
Province du Guangdong ; région de la Grande Baie de Guangdong-Hong Kong-Macao (verte) ; zone économique du delta de la rivière des Perles cernée par une ligne rouge, qui ne comprend pas les zones urbaines de Zhaoqing et Huizhou.

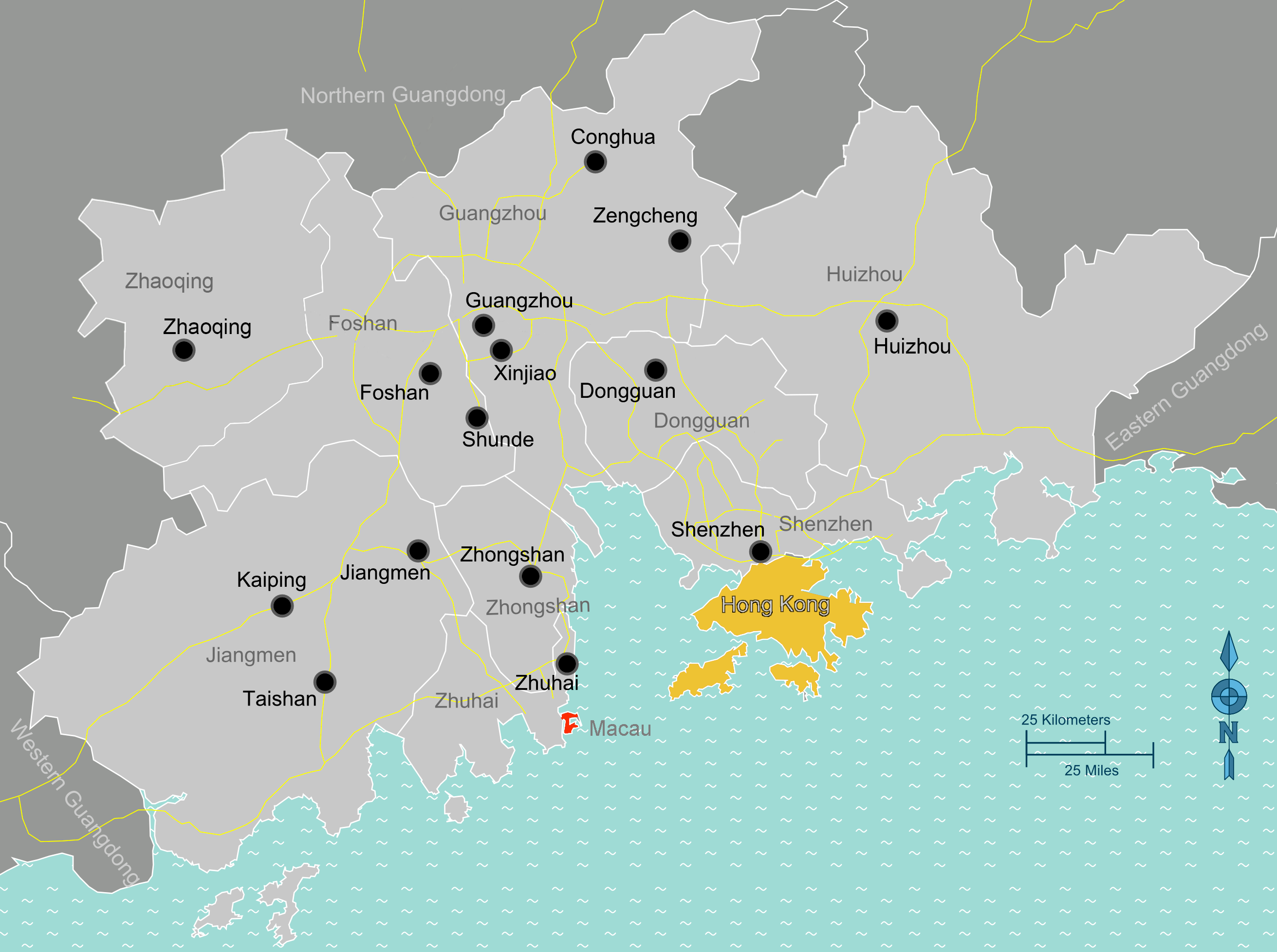
Carte administrative de la zone économique de la GBA

La région de la Grande Baie de Guangdong-Hong Kong-Macao (GD-HK-MO, chinois simplifié : 粤港澳大湾区 ; chinois traditionnel : 粵港澳大灣區) ou GBA (Greater Bay Area), est une mégalopole chinoise comprenant 9 villes et 2 régions administratives spéciales en Chine du Sud et qui couvre 56000 km². La création de cette région, zone économique, officiellement lancée en 2016, se forme autour du delta de la rivière des Perles, dans la province du Guangdong.
C'est la zone urbaine la plus grande et la plus peuplée et l'une des quatre plus grandes baies du monde, comparable aux baies de New York, de Tokyo et à la baie de San Francisco. La population totale de la région atteignait 86,17 millions d'habitants en 2020. Elle comprend neuf mégapoles de la province du Guangdong : Guangzhou, Shenzhen, Zhuhai, Foshan, Dongguan, Zhongshan, Jiangmen, Huizhou et Zhaoqing ainsi que deux régions administratives spéciales, Hong Kong et Macao.

## Dates
En 2015, Shenzhen, qui avait déjà été la première zone économique spéciale du pays, est choisie pour représenter le nouveau modèle productif, une économie fondée sur la connaissance et l’innovation en Chine. Le premier ministre Li Keqiang lance alors le slogan « created in China », qui devra remplacer le « made in China » dans le cadre du 13e plan quinquennal de 2016 chinois,.
En décembre 2016, le concept de « Grande Baie » est mentionné dans la version anglaise du 13e plan quinquennal (2016-2020) de développement économique et social de la république populaire de Chine.
Le 13 avril 2017, le Conseil des affaires d'État adopte le nom de « Guangdong-Hong Kong-Macao Bay Area ». Après quelques mois, le 1er juillet 2017, « l'accord-cadre sur l'approfondissement de la coopération Guangdong-Hong Kong-Macao dans le développement de la baie » (深化粵港澳合作推進大灣區建設框架協議) est signé à Hong Kong.
Finalement, le « Plan de développement global pour la région de la grande baie de Guangdong-Hong Kong-Macao » a été publié par le gouvernement central chinois en février 2019.

## Objectifs

### Objectifs généraux
Ce « created in China », localisé dans le « corridor de l'innovation », vise l'intégration de toutes les forces créatives régionales - centres de recherches et entreprises - qui en fasse un centre mondial d'innovation dans les nouvelles technologies numériques, à l’instar des baies de Tokyo, de San Francisco ou de New York. Ce projet tient à développer et ré-orienter les capacités de ce cluster en l'insérant au sein des dynamiques concurrentielles globales sur les nouvelles technologies numériques, la notion de "cluster" étant au centre des débats sur l'innovation depuis les années 2000, en particulier au Japon.
La région abrite la majorité des entreprises technologiques les plus innovantes de Chine, telles que Huawei, ZTE, Shenzhen DJI Sciences and Technologies Ltd. et Tencent (société mère de WeChat). La GBA dispose d'un riche écosystème de startups et d'incubateur d'entreprises dans les domaines de l' agile tech, de la biotechnologie, de la technologie médicale et de l'innovation.
Selon Au Loong Yu, il semblerait que la crise (décembre 2018) entre les États-Unis de Donald Trump et les entreprises chinoises Huawei et ZTE ait été un événement clé dans l'évolution de la planification chinoise. Les sociétés chinoises de télécommunication, Huawei et ZTE, ont en effet été accusées de violer les sanctions des États-Unis contre l'Iran ; Trump a alors imposé une interdiction commerciale à l'entreprise ZTE, lui refusant l'accès à des logiciels de conception américaine et à des composants de haute technologie. Finalement ZTE a cédé et, en conséquence, Trump a pu "voler à son secours". Cet événement pointait les faiblesses de la Chine dans la technologie des semi-conducteurs. La doctrine émise par l'économiste Hu Angang (en) qui voyait en la Chine un rival économique et militaire des États-Unis, et qu'elle pouvait défier le leadership mondial de Washington, cette doctrine est apparue comme prématurée et fut critiquée par un érudit libéral Zhang Weiying, auteur qui fut d'abord censuré et qui a été, depuis, autorisé à publier sur Internet,.

### Aperçu du plan de développement
L'idée de base derrière le développement de la région de la grande baie (GBA) est exposée dans le « Plan de développement global pour la région de la grande baie de Guangdong-Hong Kong-Macao » publié par le gouvernement central chinois en février 2019. L'objectif ambitieux prévoit un lien des neuf villes du delta de la rivière des Perles dans la province du Guangdong, Hong Kong et Macao en un pôle d'affaires économiquement intégré de classe mondiale. Les jalons cruciaux stipulés par le document pour l'ACS sont la formation du Cadre pour une zone de baie internationale de première classe, en 2022, et l'évolution de la région en une zone de baie internationale de première classe d'ici 2035. Les progrès seront réalisés grâce à l'approfondissement de la réforme, en donnant la priorité à l'innovation, en accélérant la connectivité et en améliorant l'empreinte environnementale dans la région.
L'esquisse du plan de développement prévoit la mise en œuvre de plusieurs projets d'infrastructure tels que le développement d'un pôle aéroportuaire de classe mondiale dans la région (l'aéroport international de Canton-Baiyun), ainsi que la construction de liaisons ferroviaires interurbaines à grande vitesse et d'autoroutes pour améliorer la connectivité à la fois au sein de la GBA et au-delà. La construction prévue de deux ponts sur le delta de la rivière des Perles et d'autres infrastructures réduiront considérablement les temps de trajet dans la région et favoriseront simultanément la libre circulation des personnes, des marchandises, des capitaux et des informations dans la région. Compte tenu des préoccupations croissantes concernant l'impact environnemental de l'urbanisation rapide et du développement des infrastructures, le Plan de développement global comprend la conservation écologique ainsi que des modèles de développement verts et à faible émission de carbone. L'objectif final stipulé par le document est de transformer l'ACS en une économie axée sur les services.
Pour atteindre cet objectif final, les quatre « villes centrales » désignées seront développées en fonction de leurs avantages comparatifs respectifs. D'abord, Hong-Kong. Il est prévu de renforcer encore sa position de plaque tournante internationale pour les services financiers et logistiques. Deuxièmement, Macao. L'ancienne colonie portugaise devrait devenir un centre international de tourisme, de loisirs et d'échanges culturels, ainsi qu'une plaque tournante commerciale avec les pays lusophones. Troisièmement, Guangzhou. La ville est conçue comme une plaque tournante du commerce, des transports et de l'éducation. Quatrièmement, Shenzhen, qui mettra l'accent sur l'innovation. Chaque ville se spécialisant davantage dans ses avantages comparatifs respectifs, la GBA est censée devenir un « cluster de villes dynamique de classe mondiale ».
Le plan de développement de la région de la grande baie Guangdong-Hong Kong-Macao a donné une impulsion importante à l'avancement rapide de l'urbanisation dans la région de la grande baie. Il prévoit d'établir des ports de données, des réseaux d'information, des systèmes de paiement électronique et de télécommunication, et de développer des « transports intelligents, une énergie intelligente, une gestion municipale intelligente et des communautés intelligentes »..

## Région de la Grande Baie: les villes
La Région de la Grande Baie n'est pas une entité administrative mais un projet de développement économique. Elle comprend, d'Ouest en Est, les villes de Jiangmen, Zhaoqing à l'Ouest de Foshan, Guangzhou (Canton), Zhongshan, Zhuhai, Macao, Dongguan, Shenzhen, Hong Kong et Huizhou. Ces métropoles forment la mégalopole du delta de la rivière des Perles.
Cette région couvre une surface de 56 000 kilomètres carrés, soit près de cinq fois l’Île-de-France. Le corridor d'innovation du Delta de la rivière des Perles est essentiellement concentré le long de la côte Est du Delta, sur Guangzhou-Dongguan-Shenzhen.
Cette région compte trois des 10 premiers ports à conteneurs au monde, Shenzhen (4e rang mondial en 2020), Guangzhou-Nansha (5e rang mondial en 2020) et Hong Kong (9e rang mondial en 2020). Ce qui porte l'ensemble à un très haut niveau mondial, sinon au plus haut.
Le trafic de fret aérien y est plus important que celui de San Francisco, New York et Tokyo réunis, avec 5 aéroports internationaux (aéroport international de Hong Kong, aéroport international de Guangzhou Baiyun, aéroport international de Shenzhen Bao'an, aéroport international de Macao  et aéroport de Zhuhai-Jinwan).

## Démographie
La population totale de la région atteignait 86,17 millions d'habitants en 2020.
| Villes    | Pop zone urbaine. | Zone administrative pop. (2012) | Date du recensement |
| --------- | ----------------- | ------------------------------- | ------------------- |
| Guangzhou | 10 641 408        | 14 904 400                      | 01-11-2020          |
| Shenzhen  | 12 356 820        | 12 356 820                      | 01-11-2020          |
| Dongguan  | 8,396,820         | 8,396,820                       | 01-11-2020          |
| Hong Kong | 7 515 489         | 7 515 489                       | 30-06-2020          |
| Foshan    | 7 348 581         | 7 348 581                       | 01-11-2014          |
| Zhongshan | 2 913 974         | 3 121 275                       | 01-11-2020          |
| Huizhou   | 1 807 858         | 4 598 402                       | 01-11-2010          |
| Jiangmen  | 1 480 023         | 4 450 703                       | 01-11-2010          |
| Zhuhai    | 1 369 538         | 1 759 000                       | 01-11-2020          |
| Zhaoqing  | 784 642           | 3 916 467                       | 01-11-2020          |
| Macao     | 652 032           | 652 032                         | 12-08-2020          |

## Transports

### Ponts
Les ponts et tunnels construits, en construction ou en projet nécessitent une révision régulière des cartes. Voici les ponts les plus importants :
- Pont de Huangpu
- Pont de Nansha (en)[24]
- Pont de Humen
- Pont Shenzhen-Zhongshan (en)[25]
- Pont Hong Kong-Zhuhai-Macao

### Transports en commun

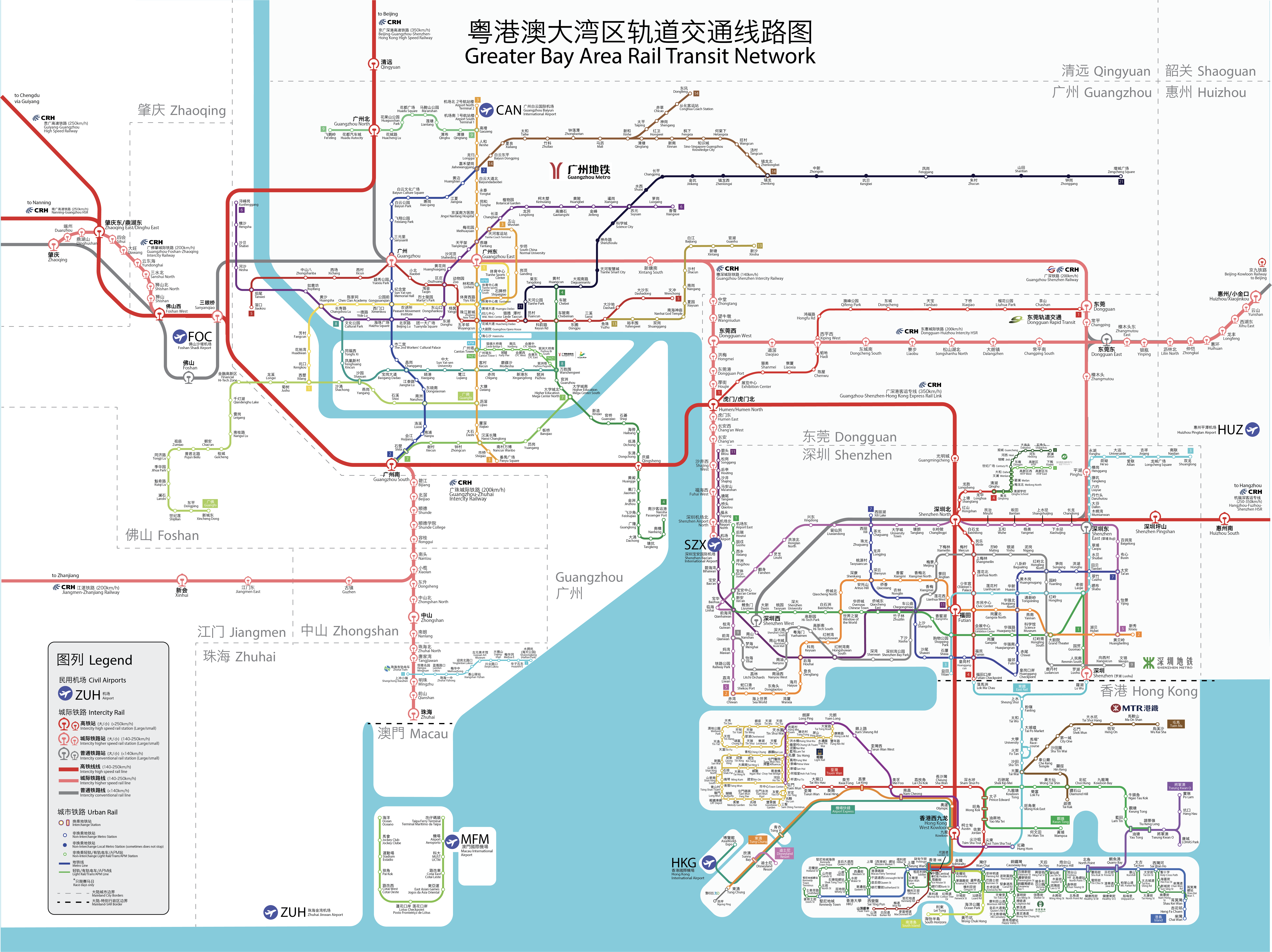
Infrastructure des transports de la région (en 2020) : Aéroports, Intercités, Trams, Métros

Le transport ferroviaire urbain (y compris les métros, les trams, les trains de banlieue et régionaux) se développent très rapidement. Hong Kong MTR a été le premier réseau, son modèle a été choisi pour d'autres réseaux. 
L'axe le plus important est le LGV Guanzhou-Shenzhen-Hong Kong Express Rail Link (LGV Canton - Shenzhen - Hong Kong), qui peut atteindre les 350km/h.

#### Métros
- Métro de Dongguan
- Métro de Foshan
- Métro de Guangzhou
- Métro de Hong Kong
- Métro léger de Macao
- Métro de Shenzhen

#### Tramways
- Tramways de Guangzhou (en)
- Hong Kong Light Rail
- Tramways de Hong Kong
- Hong Kong Peak Tram
- Tramway de Shenzhen
- Tramways de Zhuhai (en)

#### Transport ferroviaire
Relevant des transports ferroviaires, deux projets de liaison Est-Ouest, pont-rail, traversant la baie sont à signaler : un pont intercité existe déjà, reliant Shenzhen North Station et Nansha puis Zhonshan sur la rive opposée ; mais un second ouvrage, pont et tunnel, reliera, si possible en 2024, Shenzhen Ouest (la station Xili) à Nansha, Zhonshan puis, au delà, Jiangmen. Enfin un projet, non encore validé en 2019, devrait relier Shenzhen à Zuhai, de Xiki à la station Hezhou.
Deux lignes à grande vitesse desservent la région :
- LGV Pékin - Canton
- LGV Canton - Shenzhen - Hong Kong

### Aéroports
- Aéroport international de Hong Kong
- Aéroport international de Macao
- Aéroport international de Shenzhen-Baoan
- Aéroport international de Guangzhou-Baiyun
- Aéroport de Zhuhai-Jinwan
- Aéroport de Foshan-Shadi
- Aéroport de Huizhou-Pingtan